# Carlos Cortezo
Carlos María Cortezo y Prieto de Orche (Madrid, 1 de agosto de 1850-Madrid, 24 de agosto de 1933) fue un médico y político español, ministro de Instrucción Pública y Bellas Artes y director general de Sanidad durante el reinado de Alfonso XIII.

## Biografía

### Primeros años
Cursó la segunda enseñanza en el Instituto de San Isidro de Madrid. Estudió la carrera de Medicina en el Real Colegio de San Carlos, a partir de 1866; con sobresalientes calificaciones y en 1870 llegó a ser médico decano del Hospital de la Princesa y del cuerpo de Beneficencia. En 1878 fundó con Méndez Álvaro la Sociedad Española de Higiene, de gran influencia social en el ámbito médico.

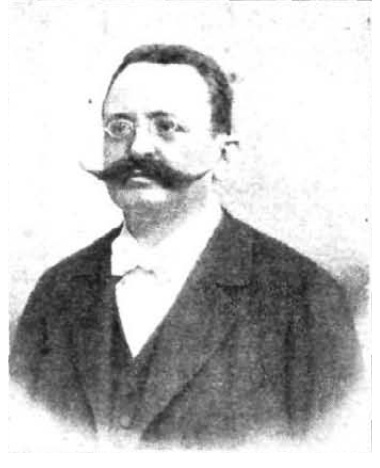
Cortezo fotografiado hacia 1899.

En 1891 fue miembro de la Real Academia de Medicina. Ganó por oposición la cátedra de Fisiología de la Facultad de Medicina de Granada, puesto que no ejerció para seguir en Madrid al lado del Prof. Gómez Ocaña.

### Vida pública
Fue impulsor del estudio de las bacterias en el campo médico. Vocal del Consejo de Sanidad, redactó una reforma para la prevención de epidemias. Nombrado por primera vez director general de Sanidad en 1899, creó el Instituto de Higiene Alfonso XIII que contaba entre sus investigadores a Santiago Ramón y Cajal. Orador encarnizado a favor de la República, participó de la política junto a Emilio Castelar. Más adelante fue diputado por Sahagún en el Partido Conservador y ejerció de ministro de Instrucción Pública y Bellas Artes entre el 8 de abril de 1905 y el 23 de junio de 1905 en un gabinete presidido por su íntimo amigo y compañero de bachillerato Raimundo Fernández Villaverde.
Fue nombrado por segunda vez director general de Sanidad desde 1902 hasta 1904, cuando estableció la vacuna obligatoria contra la varicela. Luego fue senador por la provincia de Orense entre 1905 y 1907 y después fue senador vitalicio. Desde 1909 fue consejero de Estado, que llegó a presidir de forma interina tras el golpe de Estado de Primo de Rivera y como titular entre 1925 y la llegada de la República. También fue miembro de la Asamblea Nacional Consultiva de la dictadura de Primo de Rivera entre 1927 y 1930. Se le nombró en 1929 director de la Real Academia de Medicina. Por sus contribuciones médicas y políticas el rey Alfonso XIII le concedió el Toisón de oro, hecho extraordinario pues prácticamente está reservado en exclusiva para miembros de familias reales y jefes de Estado, en 1931. Durante la década de 1920 fue un defensor del idioma esperanto, y fue presidente de la Asociación Española de Esperanto. Fue nombrado hijo predilecto de la ciudad de Madrid y tiene una calle con su nombre y una estatua en el Retiro, obra de Miguel Blay y Fábregas en 1921. En 1923 publicó un volumen de recuerdos, Paseos de un solitario: memorias íntimas, hombres y mujeres de mi tiempo.
Fue abuelo del pintor y escenógrafo Víctor Cortezo.

## Obras

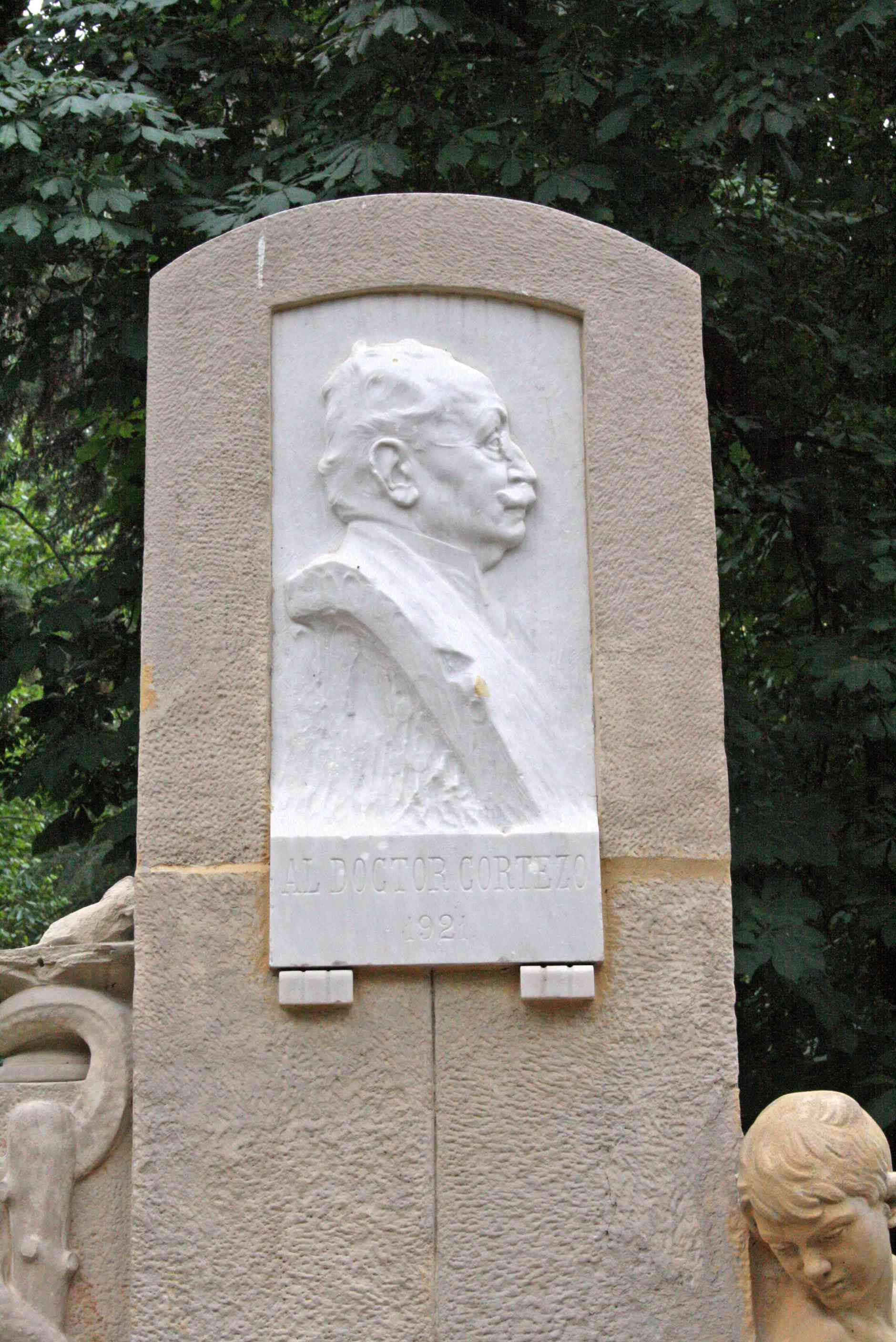
Monumento a Carlos Cortezo en el Parque del Retiro.

- Lecciones de patología y Clínica Médica 1880
- Trad. de Jean-Baptiste Fonssagrives, Tratado de Terapéutica aplicada basada sobre las indicaciones. Tomo I - II - III. 2.ª ed., Madrid: Carlos Bailly-Baillière, 1883.
- Estudio sobre el cólera morbo asiático 1884
- Tendencias de la medicina moderna 1890
- Con Ramón Félix Capdevila, Instrucciones sanitarias contra el cólera redactadas por los Doctores Don... y D... Consejeros de Sanidad del Reino en virtud del encargo del Ministerio de la Gobernación. Madrid, Imprenta de Enrique Teodoro, 1892
- Los grandes remedios. Discurso leído en la solemne sesión inaugural del año de 1905, en la Real Academia de Medicina. Madrid, Establecimiento Tipográfico de Enrique Teodoro, 1905.
- ¿Por qué siendo la Medicina una noble aspiración al bienestar humano, al remedio del dolor y a la prolongación de la vida, la Literatura y el Arte se han encarnizado en satirizarla? Discurso de Recepción en la Real Academia Española. Contestación de Juan Antonio Cavestany. Madrid, Imprenta del Sucesor de Enrique Teodoro, 1918.
- El Monumento a Cervantes. Notas taquigráficas del discurso de... ante la Comisión organizadora del Monumento presidida por S. E. el Rey.  Madrid, Sucesores de Enrique Teodoro, 1926
- Diferenciación sensitiva
- Paseos de un solitario: memorias íntimas, hombres y mujeres de mi tiempo, Madrid: Imprenta de Enrique Teodoro, 1923.
- Publicaciones en El Siglo Médico